# Yohan Betsch
Yohan Betsch (* 16. Februar 1987 in Argenteuil) ist ein französischer Fußballspieler.

## Karriere
Der Verteidiger entstammt der Jugend des RC Paris. Von 2006 bis 2008 spielte er für die zweite Mannschaft des FC Metz. Zur darauffolgenden Saison schloss er sich für zwei Spielzeiten dem US Créteil an, für den er 67 Spiele absolvierte und in denen ihm zwei Tore gelangen. In der Saison 2010/11 war er Mitglied des Kaders von Racing Straßburg. Zur Saison 2011/12 wechselte er zurück zum FC Metz in die Ligue 2. Nach dem Abstieg der Lothringer ging er im Sommer 2012 zu Stade Laval. Danach folgten je zwei Spielzeiten bei Clermont Foot und dem belgischen Zweitligisten AFC Tubize. Seit 2017 spielt er für den FC Annecy in der viertklassigen National 2.